# Nathalie Kanoui
Nathalie Kanoui, née le 4 mars 1971, est une actrice française.
Interprète au théâtre mais aussi à l'écran, elle a tenu le rôle récurrent de Mireille dans la série Les Toqués, Gwen dans le film On ne choisit pas sa famille ou encore Johanna dans le film Mon poussin. Active dans le doublage, elle prête sa voix à différents médias.

## Biographie
De 1987 à 1990, elle suit le cours Florent.
Elle lit des textes sur France Culture pour la Fabrique de l'histoire,.

## Doublage

### Cinéma

#### Films
- 2007 : Charlie, les filles lui disent merci : Carol (Chelan Simmons)
- 2007 : Entreprise séduction : Mandy (Elli Stark)
- 2008 : Australia : Cath Carney (Essie Davis)
- 2008 : Zack et Miri font un porno : Stacey (Katie Morgan)
- 2009 : Parasites : Amanda Lane (Jill Hoiles)
- 2010 : Red : Retraités Extrêmement Dangereux ! : la femme d'affaires (Audrey Wasilewski)
- 2012 : Je te promets : Diane (Sarah Carter)
- 2013 : Hansel et Gretel : Witch Hunters : la sorcière aux cheveux rouges (Joanna Kulig)
- 2015 : Les Suffragettes : Miss Withers (Amanda Lawrence)
- 2015 : Pixels : Alien F. Baker
- 2016 : Hors contrôle : Jeanie Stangle (Sugar Lyn Beard)
- 2016 : Pee-wee's Big Holiday : Pam Brown (Lily Mae Harrington) et la directrice du musée (Lynne Marie Stewart)
- 2016 : Alliés : la sage-femme (Maggie O'Brien)
- 2019 : Six Underground : ? (?)
- 2023 : Missing : ? (?)
- 2023 : Le Croque-mitaine : ? (?)
- 2023 : Le Cercle des neiges : ? (?)
- 2024 : To the Moon : ? (?)
- 2025 : Les Quatre Fantastiques : Premiers pas : ? (?)

#### Films d'animation
- 2007 : Appleseed Ex Machina : Hitomi
- 2010 : Shrek, fais-moi peur ! : Sugar (court métrage)
- 2011 : Mission : Noël : Elf Norah et Sarah
- 2011 : Rio : Oiseau Névrosé
- 2023 : Chicken Run : La Menace nuggets : Babette

### Télévision

#### Téléfilms
- 2000 : Gormenghast : Cora Groan (Lynsey Baxter)
- 2007 : Kein Geld der Welt : Jale (Artemis Chalkides)
- 2007 : Diana - A la recherche de la vérité : Lucille Lechaim (Myriam Muller)
- 2010 : Le Secret des baleines : Sandra (Paula Paul)
- 2011 : Un bungalow pour six : Heather (Orla O'Rourke)
- 2011 : J'ai détruit mon mariage : Chelsea (Meghan Heffern)
- 2012 : À la recherche de Madame Noël : Anika (Meg Roe)
- 2012 : Le Déshonneur d'un Colonel : Trudy (Shannon Doyle)
- 2014 : Le Légende de l'or perdu : Brandy (Renny Grames)
- 2014 : Jesse Stone : Innocences perdues : Amanda (Christine Tizzard)
- 2023 : Coup de foudre en cadeau de Noël : ? ( ? )

#### Séries télévisées
- Jillian Bach dans :
  - Mentalist (2011-2012) : Sarah Harrigan (6 épisodes)
  - Private Practice (2012) : Debra Diamanti (1 épisode)

- Emma Rydal dans :
  - Les Enquêtes de Vera (2012) : Mattie (1 épisode)
  - Inspecteur Barnaby (2016) : Geri Barkham (1 épisode)

- 1983[7] : Fraggle Rock : voix additionnelles
- 2008-2009 : Weeds : Simone (Jillian Rose Reed) (7 épisodes)
- 2008-2014 : True Blood : Rosie (Tess Parker) (12 épisodes)
- 2009-2012 : Weeds : Taylor / Shayla (Amanda Pace) (10 épisodes)
- 2010 : 90210 Beverly Hills : Nouvelle Génération : Alexa (Mandy Musgrave) (3 épisodes)
- 2011 : Pan Am : Mimi Narducci (Erin Darke) (1 épisode)
- 2011-2017 : Episodes : Diane (Fiona Glascott) (10 épisodes)
- 2011 : Weeds : Lucie (Miriam F. Glover) (2 épisodes)
- 2011 : New York, section criminelle : Yasmin (Li Jun Li) (1 épisode)
- 2012-2013 : Don't Trust the B---- in Apartment 23 : Pepper (Jennie Pierson) (6 épisodes)
- 2014 : Les Mystères de Haven : la technicienne du laboratoire (Andrea Dymond) (1 épisode)
- 2016-2022 : Better Call Saul : la maquilleuse (Hayley Holmes) (10 épisodes)
- 2017 : Lucifer : Yoga Mom (Farrah Aviva) (1 épisode)
- 2017-2020 : Les Demoiselles du téléphone : Sara Millán (Ana María Polvorosa) (42 épisodes)
- 2021 : Les Enquêtes de Vera : Aliah Kapoor (Rina Mahoney) (saison 11, épisode 1)
- 2022 : Devil in Ohio : ? (?) (mini-série)
- 2023 : The Consultant : ? (?)
- 2024 : Cent Ans de solitude : ? (?)
- 2024 : Tracker : Amy King (Aliyah Brooks) (saison 2, épisode 1)
- 2025 : Les Dossiers oubliés : Claire Marsh (Shirley Henderson)

#### Séries d'animation
- 2008-2013 : Les Minijusticiers : la maîtresse (saisons 1 et 2)
- 2021 : JoJo's Bizarre Adventure : Stone Ocean : voix additionnelles
- 2023 : Make My Day : Rachel Wise
- 2023 : The Ancient Magus Bride : Olivia

### Jeux vidéo
- 2012 : Guild Wars 2 : voix additionnelles
- 2023 : Final Fantasy XVI : voix additionnelles
- 2024 : Final Fantasy VII Rebirth : voix additionnelles

## Voix off

### Radio
- Fictions radiophoniques sur France Culture / France Inter (Miss Marple, dans Le miroir se brisa, d'après Agatha Christie (2014) par exemple)
- Fabrique de l'histoire

### Publicités
- CIC (interprétation)
- Mutuelles Générales (interprétation)
- Babybel (interprétation)

### Livres audio
- Artémis Fowl
- La vie devant soi
- Quatre Filles et un jean